# Erwin (Dakota Południowa)
Erwin – miasto w Stanach Zjednoczonych, w stanie Dakota Południowa, w hrabstwie Kingsbury.